# Нотаблі
Нотаблі (фр. notables, від лат. notabilis — значний, видатний) — члени зібрання, яке скликав король у Франції у XIV–XVII століттях для обговорення фінансових, адміністративних та інших державних питань (зібрання нотаблів — assemblée des notables). На відміну від Генеральних штатів, нотаблі не обиралися станами, а призначалися королем з числа визначних представників дворянства, вищого духовенства і міської верхівки. Зібрання нотаблів мали дорадчі функції й підмінювали собою зібрання Генеральних штатів. Зібрання скликалося не регулярно і було покірним волі короля, проте у 1787 році, напередодні Великої французької революції воно відхилило урядові проекти, що порушували податкові привілеї дворянства і духовенства.